# ماساهیسا ساداناگا
ماساهیسا ساداناگا (به ژاپنی: 貞永 方久) یک کارگردان فیلم ژاپنی بود. از فیلم‌های او می‌توان به هیساتسو:مرگ حتمی اشاره کرد.